# Élections législatives de juin 1814 dans la Mayenne
Pour les élections législatives françaises de juin 1814, il n'y a pas de renouvellement par rapport aux élections législatives françaises de 1808. 

## Élus
| Député sortant             |  | Parti         | Député élu                 |  | Parti         |
| -------------------------- |  | ------------- | -------------------------- |  | ------------- |
| Laurent Lemotheux-d'Audier |  | Bonapartistes | Laurent Lemotheux-d'Audier |  | Royalistes    |
| Étienne Boudet             |  | Bonapartistes | Étienne Boudet             |  | Bonapartistes |
| Michel-René Maupetit       |  | Bonapartistes | Michel-René Maupetit       |  | Bonapartistes |